# ريكن سيوكي

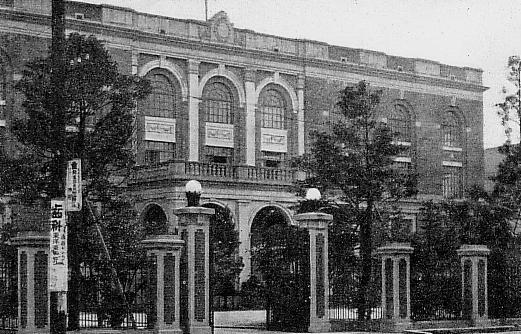
المقر الرئيسي لريكن سيوكي، قرابة العام 1930

ريكن سيوكي (باليابانية: 立憲政友会) (يُعرف الحزب أيضًا باسم سيوكي) هو أحد الأحزاب السياسية اليابانية المهمة في مرحلة ما قبل حرب إمبراطورية اليابان أسسه رئيس الوزراء الياباني إيتو هيروبومي في 15 سبتمبر 1900.